# 阿哈迈德·法拉兹
阿哈迈德·法拉兹（阿拉伯語：أَحْمَد فَرَس，1946年12月7日—2025年7月16日）是摩洛哥著名足球运动员，非洲足球先生。

## 生平
法拉兹是摩洛哥足球史上著名的球星，职业生涯大多数时候是在摩洛哥本国联赛球队Chabab Mohammedia俱乐部中度过的。 他的左脚能力非常突出，经常踢出漂亮的进球。代表摩洛哥国家足球队参加了1970年世界杯和1972慕尼黑奥运会，法拉兹职业生涯最辉煌的时刻是在1976年埃塞俄比亚举行的 非洲国家杯上，他带领摩洛哥队取得了最终的非洲冠军头衔，自己也荣获赛事金球奖。

## 效力球队
- 1965年到1979年 摩洛哥国民武装俱乐部
- 1965年到1982年 摩洛哥Chabab Mohammedia俱乐部

## 荣誉
- 1975年 非洲足球先生
- 1976年 非洲杯冠军
- 1976年 非洲杯金球奖